# Nothoscordum vernum
Nothoscordum vernum är en amaryllisväxtart som beskrevs av Rodolfo Amando Philippi. Nothoscordum vernum ingår i släktet vaniljlökar, och familjen amaryllisväxter. Inga underarter finns listade i Catalogue of Life.